# 王泰 (弘治進士)
王泰（1460年—？），字時陽，直隶松江府上海县人，民籍，明朝政治人物。

## 生平
成化十九年（1483年）癸卯科應天府鄉試第三十五名舉人。弘治十二年（1499年）中式己未科會試第四十七名，二甲第六十二名進士。歷官太常寺丞，正德七年（1512年）九月升江西布政司左参议，十二年正月考察。

## 家族
曾祖王信；祖王显忠，贈知府；父王霁，大理寺卿。母曹氏，封恭人。永感下。弟節、臨（监生）、观。